# Morgawr
Ten artykuł dotyczy stworzenia, którego istnienia nie potwierdza współczesna zoologia.
Morgawr (w języku kornijskim morski gigant) – wężopodobne stworzenie zamieszkujące rzekomo morze niedaleko zatoki Falmouth w Kornwalii. Kryptyda miała być tam widziana po raz pierwszy w 1876 r. Od tego czasu pojawiło się wiele teorii mających wyjaśnić jej prawdziwą naturę. Najczęściej stwierdzano, iż jest to oszustwo lub zła identyfikacja znanego gatunku zwierzęcia. Pojawiły się jednakże również opinie, iż jest to plezjozaur, który przetrwał do naszych czasów albo nieodkryty dotychczas gatunek foki o długiej szyi. Z powodu braku dowodów na istnienie zwierzęcia w postaci martwego osobnika, wszelkie wyjaśnienia bazują więc na relacjach świadków i niskiej jakości fotografiach.

## Relacje
Pierwsza relacja pochodzi z 1876 roku. Wspomina ona o wężu morskim, rzekomo schwytanym przez rybaków w zatoce Gerrana. W 1906 morgawr miał być widziany ze wzniesienia Land’s End, a we wrześniu 1975 w Pendennis Point dwóch świadków rzekomo zobaczyło dziwne zwierzę z „różkami” i długą szczeciniastą szyją. Stworzenie trzymało w pysku upolowanego kongera.

W lutym 1976 do redakcji czasopisma Falmouth Packet przyszedł list podpisany „Mary F.”, do którego dołączone były dwie fotografie mające przedstawiać rzekomego morgawra. W liście napisano: 
„wyglądało jak słoń unoszący swoją trąbę, ale trąba była długą szyją z małą głową na końcu, taką jak u węża. Miało garby na grzbiecie, który poruszał się w śmieszny sposób... zwierzę przestraszyło mnie. Nie chciałabym przyjrzeć mu się bliżej. Nie podobał mi się sposób, w jaki pływało”.
 Nigdy nie odkryto kim była tajemnicza „Mary F.”, ani nie udało się przebadać negatywów zdjęć rzekomego potwora. Pomimo tego parze badaczy tajemniczych zjawisk, Janet i Colinowi Bordom udało się przeanalizować kopie fotografii. Stwierdzili, iż „wydaje się, iż te fotografie są oryginalne”.
W lipcu 1976 r., 25 mil na południe od Lizard Point, rybacy John Cock i George Vinnicombe rzekomo spotkali stworzenie, którego szyja „wystawała 4 stopy ponad powierzchnię wody”. Ocenili długość zwierzęcia na ok. 22 stopy. W tym samym roku, w listopadzie Tony Shiels miał sfotografować rzekome zwierzę unoszące się na powierzchni wody. Świadek zauważył niewielkie rogi na głowie stworzenia, którego długość ocenił na 15 stóp. Jego wiarygodność została jednak zakwestionowana w 1991 r., kiedy Strange Magazine opublikował zapis rozmów Shielsa z przyjacielem, Michaelem McCormick, z okresu od grudnia 1975 r. do lutego 1976 r. Według magazynu w czasie tych rozmów Shiels zwierzał się z planów sfabrykowania historii o potworze morskim grasującym w zatoce Falmouth. Sam Shiels w wywiadzie dla telewizji Fox z 1998 r. zaprzeczył, jakoby był oszustem.
W 1987 r., na Devil's Point, w Plymouth, doświadczony nurek miał zobaczyć głowę podobną do psiej, umieszczoną na szyi wynurzającej się ok. 1 metra ponad powierzchnię wody. Później stwierdził, iż spotkał stworzenie w miejscu występowania dużej ilości kongerów. W 1999 r. w Zatoce Gerrana, John Holmes sfilmował rzekome zwierzę. Tim Farrow z firmy TJF Video Productions, który badał nagranie razem z ekspertem sądowym, orzekł, iż nagranie jest „w 100% oryginalne”.